# B. M. Bower
Bertha Muzzy Sinclair o Sinclair-Cowan, nacida Muzzy (Condado de Otter Tail, 15 de noviembre de 1871 - Los Ángeles 23 de julio de 1940), más conocida por su seudónimo B. M. Bower, fue una escritora, novelista, cuentista y guionista estadounidense, cuya parte significativa de su obra se ambienta en el viejo Oeste, siendo adaptada al cine y teatro.
Sus obras, que presentan vaqueros y vacas del Flying U Ranch en Montana, reflejaban «un interés por la vida del rancho, el uso de vaqueros trabajadores como personajes principales (incluso en tramas románticas), la aparición ocasional de tipos orientales en aras del contraste, una sensación de que la geografía occidental es a la vez dura y grandiosa, y una gran cantidad de atención objetiva a asuntos como la marca de ganado y la caza de broncos».
Estuvo casada tres veces: con Clayton Bower en 1890, con el también escritor de western Bertrand William Sinclair en 1905 y con Robert Elsworth Cowan en 1921. Sin embargo, decidió publicar bajo el nombre de Bower.

## Obras
- Adam Chasers: 1927
- The Bellehelen Mine: 1924
- Black Thunder: 1926
- Border Vengeance: 1951 (Ghost written by Oscar Friend)
- Cabin Fever: 1918
- Casey Ryan: 1921
- Chip of the Flying U: 1906
- Cow Country: 1921
- Dark Horse: 1931[5]
- Desert Brew: 1925
- The Dry Ridge Gang: 1935
- The Eagle's Wing: 1924
- The Family Failing: 1941
- Five Furies of Leaning Ladder: 1936
- Flying U Ranch: 1914
- The Flying U Strikes: 1933[6]
- The Flying U's Last Stand: 1915
- Fool's Goal: 1930[7]
- Good Indian: 1912
- The Gringos: 1913
- The Happy Family: 1910
- The Haunted Hills: 1934
- Hay Wire: 1928[8]
- Her Prairie Knight: 1909
- The Heritage of the Sioux: 1916
- Jean Of The Lazy ‘A’: 1915
- Laughing Water: 1932
- Lonesome Land: 1912
- The Lonesome Trail: 1909
- The Long Loop: 1931
- The Long Shadow: 1909
- The Lookout Man: 1917
- The Lure of the Dim Trails: 1907
- Man on Horseback: 1940
- Meadowlark Basin: 1925
- The North Wind Do Blow: 1937
- Open Land: 1933
- Outlaw Moon: 1952 (Ghost written by Oscar Friend)
- The Parowan Bonanza: 1923[9]
- The Phantom Herd: 1916
- Pirates of the Range: 1937
- Points West: 1928[10]
- The Quirt: 1920
- The Ranch at the Wolverine: 1914[11]
- The Range Dwellers: 1906
- Rim O' the World: 1919
- Rocking Arrow: 1932
- Rodeo: 1928[12]
- Rowdy of the Cross L: 1907
- Shadow Mountain: 1936
- The Singing Hill: 1939
- Sky Rider: 1918
- Spirit of the Range: 1940
- Starr of the Desert: 1917
- A Starry Night: 1939
- The Swallowfork Bulls: 1929
- Sweet Grass: 1940
- The Thunder Bird: 1919
- Tiger Eye: 1930[13]
- The Trail of the White Mule: 1922
- Trails Meet: 1933[14]
- Trouble Rides the Wind: 1935
- The Uphill Climb: 1913
- Van Patten: 1926
- The Voice at Johnny Water: 1923
- White Wolves: 1927
- The Whoop-Up Trail: 1933
- The Wind Blows West: 1938